# Улица Кочерги (Чернигов)
Улица Кочерги (укр. Вулиця Кочерги) — улица в Деснянском районе города Чернигова, исторически сложившаяся местность (район) Бобровицкая Слобода. Пролегает от тупика со стороны улицы Василия Хижнякова до внутридомового проезда в направлении улицы Рокоссовского.
Примыкают улицы Молодёжная, Некрасова.

## История
2-й переулок Некрасова был проложен в начале 1950-х годов. Был застроен индивидуальными домами.
В 1960 году 2-й переулок Некрасова переименован на улица Кочерги — в честь украинского советского драматурга Ивана Антоновича Кочерги.
В 1970-е годы в связи со строительством квартала Бобровицкого жилмассива часть усадебной застройки конца улицы была ликвидирована.

## Застройка
Улица пролегает в северо-западном направлении — параллельно улице Земская, затем делает поворот в северо-восточном направлении — к улице Рокоссовского. Имеет проезд к переулку Павлова и вдоль исторического кладбища к улице Василия Хижнякова. Парная и непарная стороны улицы заняты усадебной застройкой.   
Учреждения: нет